# Emma Willits
Emma K. Willits (Macedon (Nueva York), Estados Unidos, 20 de septiembre de 1869–San Francisco, 9 de abril de 1965) fue una médica y cirujana estadounidense que desempeñó un papel importante en el desarrollo del Hospital Infantil de San Francisco (actualmente el campus de California, Centro para mujeres y niños, del California Pacific Medical Center), del que fue jefa del Departamento de Cirugía General de 1921 a 1934.
Es probablemente la primera mujer en Estados Unidos en dirigir un departamento de cirugía y la tercera en especializarse en cirugía.

## Biografía
Willits nació en Macedon, Nueva York, y se educó en escuelas cuáqueras. En 1892 se trasladó a Chicago para matricularse en el Women's Medical College de Chicago, entonces afiliado a la Universidad del Noroeste (y posteriormente absorbido por ésta). Tras graduarse en medicina en 1896, realizó sus prácticas en el Hospital de Mujeres de Chicago.
En 1897, Willits se trasladó a San Francisco como residente en el Children's Hospital (para mujeres y niños). Cuando terminó su residencia en 1900, abrió su propia consulta privada pero mantuvo su afiliación con el Children's. Inicialmente fue miembro del personal quirúrgico del Departamento de Pediatría, y más tarde se convirtió en jefa del Departamento de Enfermedades Quirúrgicas de los Niños. En 1921 fue nombrada jefa del Departamento de Cirugía General, cargo que ocupó hasta 1934, cuando dejó el puesto pero continuó ejerciendo como médico consultora y cirujana. Se cree que fue la primera mujer de Estados Unidos en dirigir un departamento de cirugía. A lo largo de su carrera, visitó varias veces la Clínica Mayo y pasó varios meses estudiando en Viena en 1923. También ejerció como médico de familia y se jubiló en 1941.

## Vida personal
Willits era lesbiana y durante toda su vida adulta vivió con su pareja, Elizabeth Ristine. La casa de Willits en Palo Alto, construida en 1926-27, fue diseñada por el arquitecto Lionel H. Pries. Vivió tranquilamente en San Francisco hasta su muerte a los 95 años.